# Acraea insignis
Acraea insignis är en fjärilsart som beskrevs av William Lucas Distant 1880. Acraea insignis ingår i släktet Acraea och familjen praktfjärilar. Inga underarter finns listade i Catalogue of Life.